# Кочергино (Московская область)
Кочергино — деревня в Дмитровском районе Московской области, в составе Сельского поселения Большерогачёвское. Население — 46 чел. (2010). До 1954 года — центр Кочергинского сельсовета. В 1994—2006 годах Кочергино входило в состав Большерогачёвского сельского округа.
В 1926 году в деревне Кочергино Рогачёвской волости Дмитровского уезда Московской губернии в 43 дворах числилось 52 мужчины и 115 женщин (167 человек). Деревня находится в 1 км от Рогачёвского и Клинско-Дмитровского шоссе. В Кочергино располагался сельсовет. 

## Расположение
Деревня расположена на северо-западе района, примерно в 24 км северо-западнее Дмитрова, на безымянном ручье, впадающем слева в Левый Нагорный канал (бассейн реки Яхромы), высота центра над уровнем моря 150 м. Ближайшие населённые пункты — Безбородово на юго-западе, Поздняково на севере, Васнево на востоке и Рогачёво на юге.

## Население
| 2002 | 2006 | 2010 |
| ---- | ---- | ---- |
| 52   | ↘45  | ↗46  |